# Бромид радия
Бромид радия — неорганическое соединение, соль металла радия и бромистоводородной кислоты с формулой RaBr2, бесцветные кристаллы, растворимые в воде, образует кристаллогидрат.

## Получение
- Действие бромистоводородной кислоты на карбонат радия:

{\displaystyle {\mathsf {RaCO_{3}+2HBr\ {\xrightarrow {}}\ RaBr_{2}+CO_{2}\uparrow +H_{2}O}}}
- Безводную соль получают реакцией радия и брома:

{\displaystyle {\mathsf {Ra+Br_{2}\ {\xrightarrow {}}\ RaBr_{2}}}}

## Физические свойства
Бромид радия образует бесцветные кристаллы, которые из-за собственной радиации разлагаются и становятся красно-фиолетовыми.
Растворяется в воде и этаноле.
Образует кристаллогидрат состава RaBr2•2H2O.

## Химические свойства
- Кристаллогидрат разлагается при нагревании:

{\displaystyle {\mathsf {RaBr_{2}\cdot 2H_{2}O\ {\xrightarrow {100^{o}C}}\ RaBr_{2}+2H_{2}O}}}